# Jeg er levende - Søren Ulrik Thomsen, digter
Jeg er levende - Søren Ulrik Thomsen, digter er en dansk portrætfilm fra 1999 med instruktion og manuskript af Jørgen Leth.

## Handling
Filmen er et portræt af et af Danmarks store lyriske talenter, Søren Ulrik Thomsen. I et klassisk formsprog overlader instruktøren lærredet til sin hovedperson, der lige så lysende og klart fortæller om sit liv og sin digteriske praksis. Søren Ulrik Thomsen fortæller om sin opvækst på Stevns og om oplevelser fra sin barndom, der har haft betydning for hans kunstneriske udvikling. I sin lejlighed i København læser Søren Ulrik Thomsen digte op og reflekterer over poesien, der formår at tænke og sanse i ét nu.